# 36. speciální pluk letecké dopravy

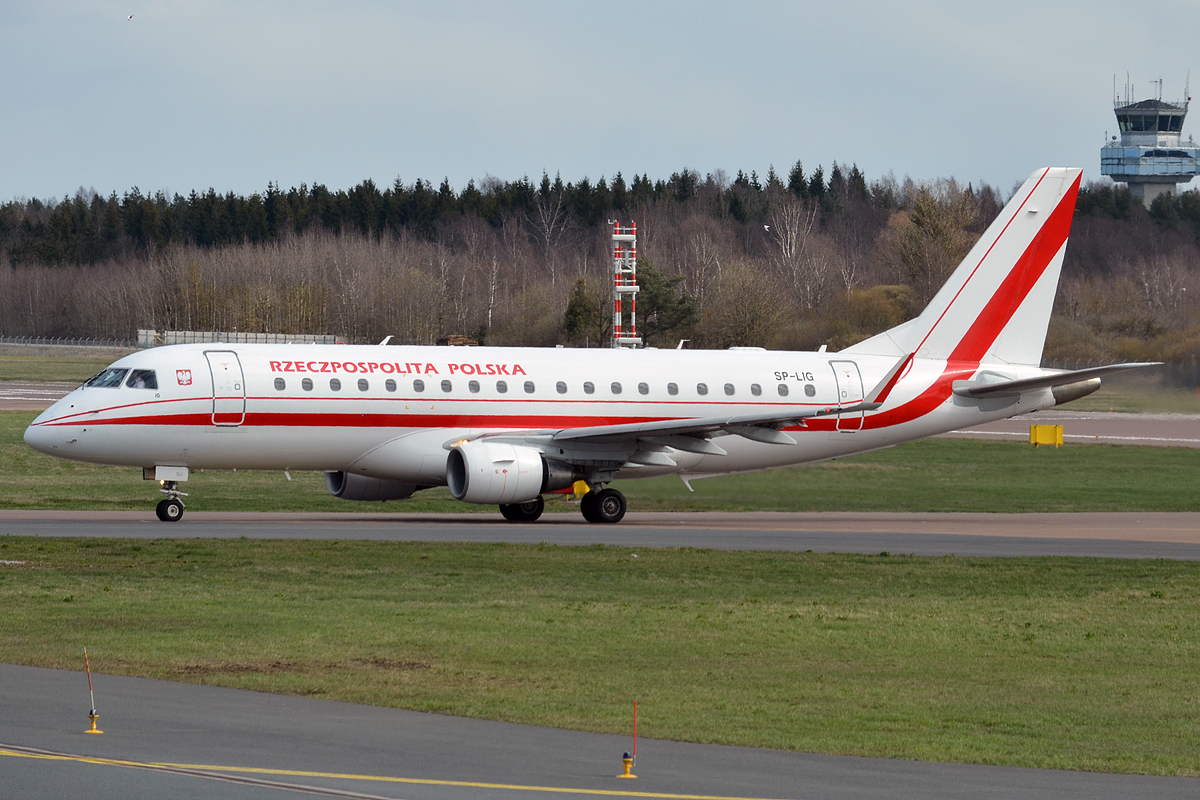
Embraer ERJ 175 patřící pluku

36. speciální pluk letecké dopravy (polsky Specjalny Pułk Lotnictwa Transportowego) byl zvláštní pluk polského vojenského letectva založený v roce 1945 a zrušený v roce 2011. Sídlil na letišti Frédérica Chopina ve Varšavě. Všechny jeho letouny sloužily veřejné přepravě, zejména přepravě polských politiků.

## Stroje
| typ               | země původu            | počet |
| ----------------- | ---------------------- | ----- |
| Tupolev Tu-154    | Sovětský svaz          | 1     |
| Embraer ERJ 175   | Brazílie               | 2     |
| Jakovlev Jak-40   | Sovětský svaz          | 4     |
| PZL M-28 Skytruck | Polsko                 | 3     |
| Bell 412HP        | Spojené státy americké | 1     |
| PZL W-3 Sokół     | Polsko                 | 5     |
| Mil Mi-8          | Sovětský svaz          | 7     |

## Nehody
10. dubna 2010 havaroval při pokusu přistát na Smolenské letecké základně letoun Tu-154M s polskou delegací včetně prezidenta Lecha Kaczyńského a vysokých politických a vojenských představitelů Polska. Nehodu nikdo nepřežil.

## Rozpuštění jednotky
Krátce po zveřejnění polských výsledků šetření smolenské havárie bylo polskou vládou rozhodnuto o rozpuštění pluku a rozprodeji letounů. Zpráva uvádí velké množství zásadních nedostatků v úrovni výcviku, letové přípravě i celkové provozní praxi, včetně rutinního porušování předpisů a falšování údajů.
Nadále by měly polské činitele přepravovat polské aerolinie LOT.